# Vivstavarvsparken

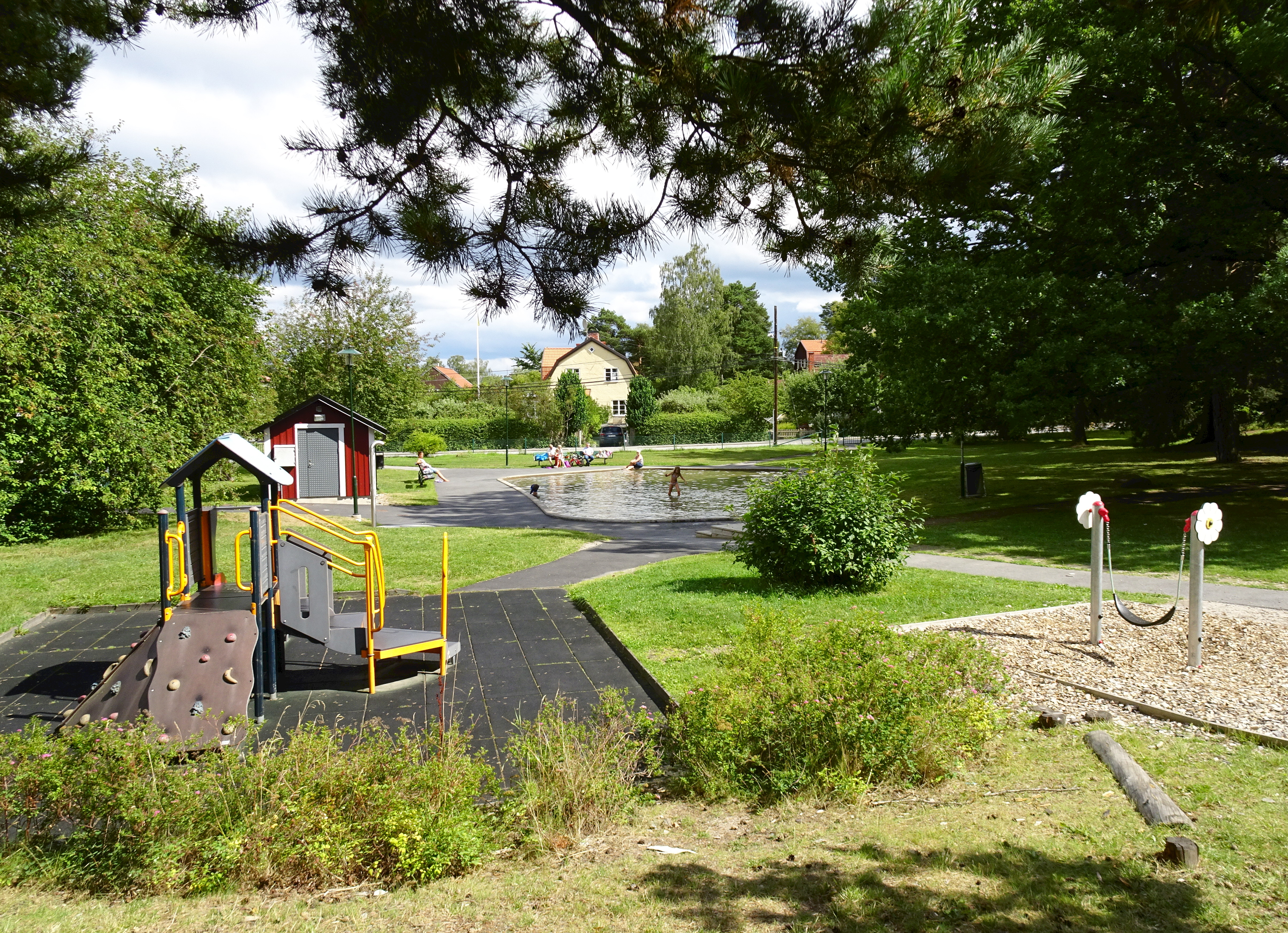
Vivstavarvsparken i augusti 2014.

Vivstavarvsparken är en park belägen vid  Vivstavarvsvägen i Stureby, södra Stockholm.

## Beskrivning
I stadsplanen från 1948, omfattande Sturebys östra del, avsattes två områden som park för de boende i Stureby: området mellan Tussmötevägen, Uddeholmsvägen och Kubikenborgsvägen fick namnet Tussmöteparken och området vid Vivstavarvsvägen fick heta Vivstavarvsparken.
Mitt i området ligger ett skogsparti med en lägre del mot norr och en högre del åt söder, här anlades Vivstavarvsparken. I den lägre, norra delen byggdes en lekplats medan skogen i södra delen bevarades. På toppen av Vivstavarvsparken anordnades en dansbana på 1920-talet. Detta gjordes för att finansiera det lokala fotbollslaget stureby pk. På grund av fylla och bråk blev man tvungen att lägga ner den efter några somrar. Lekplatsen är idag upprustad med bland annat sandlåda, linbana, gungor, rutschkana, klätterställning och en plaskdamm.